# Regenthal
Regenthal ist ein Gemeindeteil der Stadt Pottenstein im Landkreis Bayreuth (Oberfranken, Bayern). Die Gemarkung Regenthal hat eine Fläche von 2,303 km². Sie ist in 799 Flurstücke aufgeteilt, die eine durchschnittliche Flurstücksfläche von 2882,68 m² haben. In ihr liegt neben dem namensgebenden Ort der Gemeindeteil Waidach.

## Geographie und Verkehrsanbindung
Das Dorf Regenthal liegt südlich der Kernstadt Pottenstein an der Staatsstraße 2163. Südöstlich vom Ort verläuft die Bundesstraße 2 und etwas weiter entfernt östlich die A 9.

## Geschichte
Die ersturkundliche Erwähnung des Namens Regenthal war im Jahre 1415. Im Jahr 1457 hatte Engelhardt von Wichsenstein den Zehnt eingehoben. Um 1730 gab es in Regenthal 16 Güter. In den 1810er Jahren zeigte das bayerische Urkataster Regenthal als ein Angerdorf mit 17 Höfen, die bis 1860 auf ca. 25 Güter angestiegen waren.
Am 1. Mai 1978 wurde Regenthal nach Pottenstein eingemeindet.

## Baudenkmäler
In der Liste der Baudenkmäler in Pottenstein (Oberfranken) sind für Regenthal zwei Baudenkmäler aufgeführt:
- eine aus dem 19. Jahrhundert stammende Kapelle (Weinstraße 7), ein Massivbau mit Satteldach
- eine Wegkapelle (Ziegeleistraße 21) aus dem 19. Jahrhundert, mit Satteldach